# Matej Kocak

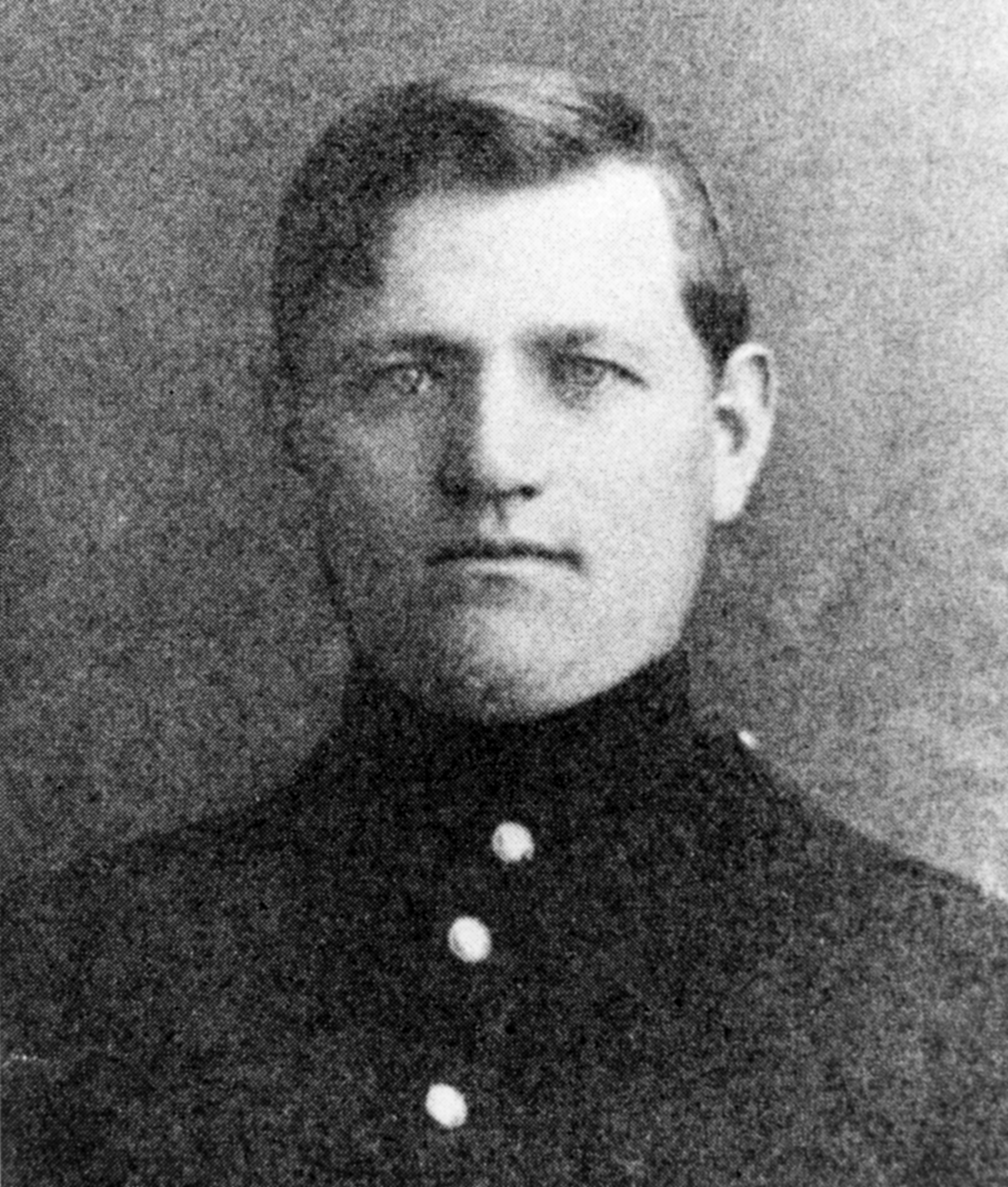
Matej Kocak

Matej Kocak (geboren am 31. Dezember 1882 in Egbell, Österreich-Ungarn; gestorben am 4. Oktober 1918 in der Nähe von Reims, Frankreich) war ein Sergeant des United States Marine Corps. In seiner Dienstzeit wurde er für die gleiche Tat zweimal mit der Medal of Honor ausgezeichnet.

## Leben
Matej Kocak wurde 1882 in Egbell im damaligen Österreich-Ungarn (heute Gbely, Slowakei) geboren. 1906 wanderte er in die USA aus. Dort trat er 1907 in Pittsburgh, Pennsylvania dem United States Marine Corps (USMC) bei. Seine weitere Dienstzeit verbrachte er unter anderem in Veracruz, Mexiko und in Santo Domingo, Dominikanische Republik. Nach dem Kriegseintritt der USA in den Ersten Weltkrieg diente er in Frankreich und nahm an den Kampfhandlungen teil.
Am 18. Juli 1918 nahm seine Einheit an Kampfhandlungen im Raum Villers-Cotterêts teil. Das Vorrücken seiner Einheit wurde im Verlauf des Gefechts von einem versteckten Maschinengewehrnest unter Feuer genommen und am weiteren Vorgehen gehindert. Sergeant Kocak griff die Stellung ohne Unterstützungsfeuer an und konnte sie schließlich ausschalten. Zudem gelang es ihm am gleichen Tag, versprengte französische Soldaten zu reorganisieren und ein weiteres Maschinengewehrnest auf ähnliche Art auszuschalten.
Für diese Handlungen wurde er posthum mit der Medal of Honor der US Army und der Medal of Honor der US Navy ausgezeichnet. Matej Kocak war vor der Verleihungszeremonie im Rahmen der Maas-Argonnen-Offensive am 4. Oktober 1918 gefallen.
Er wurde auf dem Meuse-Argonne American Cemetery and Memorial in der Nähe von Romagne-sous-Montfaucon, Frankreich, begraben.

## Ehrungen
- Medal of Honor (US Army)
- Medal of Honor (US Navy)
- Nach ihm wurde die USNS SGT Matej Kocak, ein Schiff des Military Sealift Command, benannt.[3]